# Euphorbia jacquemontii
Euphorbia jacquemontii es una especie fanerógama perteneciente a la familia de las cactáceas. Es endémica de Pakistán al Tíbet.

## Descripción
Es una planta arbustiva suculenta. Muy parecida a Euphorbia wallichii pero con una población leñosa menos fuerte, tallo y hojas más cortas, a menudo teñido de rojizo  de 4-6 cm de largo, con pseudo-umbelas más compactas y más pequeñas de 3-4 mm.

## Taxonomía
Euphorbia jacquemontii fue descrita por Boiss. in A.P.de Candolle y publicado en Prodromus Systematis Naturalis Regni Vegetabilis 15(2): 113. 1862.
Etimología
Euphorbia: nombre genérico que deriva del médico griego del rey Juba II de Mauritania (52 a 50 a. C. - 23), Euphorbus, en su honor – o en alusión a su gran vientre –  ya que usaba médicamente Euphorbia resinifera. En 1753 Carlos Linneo asignó el nombre a todo el género.
jacquemontii: epíteto otorgado en honor del botánico francés Victor Jacquemont (1801-1832).
Sinonimia
- Tithymalus jacquemontii (Boiss.) Soják (1972).[5][6]